# Minmetal
Minmetal Constanța este un operator portuar în portul Constanța.
Compania are activități în descărcarea și încărcarea navelor maritime și fluviale transportoare de minereuri.
Principalii acționari ai companiei sunt Omega Capital - 25,10%, North Star Shipping - 25,01%, Energy Coal - 22,40% și SIF Transilvania - 21,42%.
Titlurile companiei se tranzacționează la categoria de bază a pieței Rasdaq, secțiunea XMBS, sub simbolul MINM.
Cifra de afaceri:
- 2007: 20,3 milioane de lei (6,1 milioane de euro)[2]
- 2006: 33,2 milioane lei[1]
- 2005: 43,9 milioane lei[1]

Venit net:
- 2006: 0,6 milioane lei[1]
- 2005: 1,5 milioane lei[1]